# Campionati europei juniores di atletica leggera 2009
Il XX Campionato europeo juniores di atletica leggera si è disputato a Novi Sad, in Serbia, dal 23 al 26 luglio 2009.

## Risultati

### Uomini
| Specialità | Oro                                                              | Prestazione | Argento                                                        | Prestazione | Bronzo                                                                              | Prestazione |
| Corse piane |                                                                  |             |                                                                |             |                                                                                     |             |
| 100 metri | Francia Christophe Lemaitre                                      | 10"04       | Azerbaigian Ramil Guliyev                                      | 10"16       | Regno Unito Eugene Ayanful                                                          | 10"37       |
| 200 metri | Azerbaigian Ramil Guliyev                                        | 20"33       | Germania Robert Hering                                         | 20"83       | Italia Diego Marani                                                                 | 21"03       |
| 400 metri | Regno Unito Chris Clarke                                         | 45"59       | Polonia Andrzej Jaros                                          | 46"75       | Regno Unito Louis Persent                                                           | 46"82       |
| 800 metri | Spagna Kevin López                                               | 1'48"25     | Regno Unito Niall Brooks                                       | 1'49"21     | Russia Aleksandr Šepljakov                                                          | 1'49"37     |
| 1500 metri | Spagna David Bustos                                              | 3'53"31     | Turchia Resul Çevik                                            | 3'54"30     | Regno Unito Simon Horsfield                                                         | 3'54"56     |
| 5.000 metri | Azerbaigian Hayle İbrahimov                                      | 14'01"19    | Rep. Ceca Jakub Zivec                                          | 14'10"58    | Spagna Aitor Fernández                                                              | 14'20"14    |
| 10.000 metri | Azerbaigian Hayle İbrahimov                                      | 30'06"64    | Regno Unito Simon Lawson                                       | 30'35"62    | Bielorussia Sjarhej Platonaŭ                                                        | 30'55"92    |
| Corse a ostacoli |                                                                  |             |                                                                |             |                                                                                     |             |
| 3000 metri siepi | Spagna Antonio Abadía                                            | 8'47"45     | Regno Unito James Wilkinson                                    | 8'51"54     | Belgio Jeroen D'Hoedt                                                               | 8'51"76     |
| 110 metri ostacoli | Regno Unito Lawrence Clarke                                      | 13"37       | Russia Sergej Šubenkov                                         | 13"40       | Bielorussia Aljaksandr Linnik                                                       | 13"41 =     |
| 400 metri ostacoli | Germania Tobias Giehl                                            | 50"85       | Germania Marc John Dombrowski                                  | 51"28       | Russia Nikita Andrijanov                                                            | 51"43       |
| Corse su strada |                                                                  |             |                                                                |             |                                                                                     |             |
| 10 km marcia | Russia Stanislav Emel'janov                                      | 40'20"86    | Russia Denis Strelkov                                          | 40'24"97    | Russia Valerij Filipčuk                                                             | 40'29"35    |
| Staffette |                                                                  |             |                                                                |             |                                                                                     |             |
| Staffetta 4x100 m | Germania Roy Schmidt Robert Hering Florian Föstl Felix Göltl     | 39"33       | Rep. Ceca Martin Rícar Lukás Stastný Pavel Maslák Václav Zich  | 39"57       | Regno Unito Andrew Robertson Junior Ejehu Deji Tobias Eugene Ayanful                | 39"78       |
| Staffetta 4x400 m | Regno Unito Louis Persent Ross McDonald Nathan Wake Chris Clarke | 3'07"82     | Germania Niklas Zender Benjamin Jonas Sascha Eder Marco Kaiser | 3'08"11     | Italia Andrea Daminelli Francesco Cappellin Alessandro Pedrazzoli Francesco Ravasio | 3'09"87     |
| Salti |                                                                  |             |                                                                |             |                                                                                     |             |
| Salto in alto | Russia Sergej Mudrov                                             | 2,25 m      | Turchia Ümit Tan                                               | 2,25 m      | Bielorussia Arcëm Naumovič                                                          | 2,19 m      |
| Salto con l'asta | Germania Nico Weiler                                             | 5,25 m      | Russia Dmitrij Željabin                                        | 5,25 m      | Finlandia Henri Väyrynen                                                            | 5,15 m      |
| Salto in lungo | Russia Aleksandr Men'kov                                         | 7,98 m      | Polonia Łukasz Masłowski                                       | 7,85 m      | Russia Denis Bogdanov                                                               | 7,76 m      |
| Salto triplo | Russia Aleksej Fëdorov                                           | 16,67 m     | Turchia Askin Karaca                                           | 16,10 m     | Lettonia Pavels Kovalovs                                                            | 16,03 m     |
| Lanci |                                                                  |             |                                                                |             |                                                                                     |             |
| Getto del peso | Germania David Storl                                             | 22,40 m     | Ucraina Mykyta Nesterenko                                      | 20,22 m     | Germania Hendrik Müller                                                             | 19,63 m     |
| Lancio del disco | Ucraina Mykyta Nesterenko                                        | 65,73 m     | Germania Gordon Wolf                                           | 63,02 m     | Croazia Marin Premeru                                                               | 60,98 m     |
| Lancio del martello | Ucraina Andrij Martynjuk                                         | 79,54 m     | Ungheria Ákos Hudi                                             | 79,14 m     | Spagna Javier Cienfuegos                                                            | 79,12 m     |
| Lancio del giavellotto | Germania Andreas Hofmann                                         | 75,89 m     | Germania Till Wöschler                                         | 73,66 m     | Polonia Łukasz Grzeszczuk                                                           | 73,55 m     |
| Prove multiple |                                                                  |             |                                                                |             |                                                                                     |             |
| Decathlon | Belgio Thomas Van der Plaetsen                                   | 7769 p.     | Svezia Petter Olson                                            | 7734 p.     | Germania Kai Kazmirek                                                               | 7639 p.     |
| miglior prestazione mondiale under 20; miglior prestazione mondiale stagionale under 20; record europeo; miglior prestazione europea stagionale; record europeo under 20; record europeo stagionale under 20; record dei campionati; record nazionale; record nazionale under 20; record nazionale under 18; record personale; record personale stagionale. |                                                                  |             |                                                                |             |                                                                                     |             |

### Donne
| Specialità | Oro                                                                       | Prestazione | Argento                                                                     | Prestazione | Bronzo                                                            | Prestazione |
| Corse piane |                                                                           |             |                                                                             |             |                                                                   |             |
| 100 metri | Germania Yasmin Kwadwo                                                    | 11"42       | Norvegia Folake Akinyemi                                                    | 11"47       | Romania Andreea Ograzeanu                                         | 11"47       |
| 200 metri | Romania Andreea Ograzeanu                                                 | 23"70       | Russia Alena Tamkova                                                        | 23"72       | Polonia Anna Kiełbasińska                                         | 23"75       |
| 400 metri | Ucraina Julija Baralej                                                    | 52"89       | Russia Lilija Gafijatullina                                                 | 53"51       | Svezia Moa Hjelmer                                                | 54"01       |
| 800 metri | Romania Elena Mirela Lavric                                               | 2'04"12     | Germania Corinna Harrer                                                     | 2'04"51     | Russia Ekaterina Zavjalova                                        | 2'04"59     |
| 1.500 metri | Russia Dar'ja Jačmeneva                                                   | 4'14"64     | Azerbaigian Layes Abdullayeva                                               | 4'16"63     | Germania Elina Sujew                                              | 4'16"86     |
| 3.000 metri | Russia Elena Korobkina                                                    | 9'13"35     | Regno Unito Kate Avery                                                      | 9'13"68     | Regno Unito Louise Small                                          | 9'15"47     |
| 5.000 metri | Norvegia Karoline Bjerkeli Grøvdal                                        | 15'45"45    | Regno Unito Charlotte Purdue                                                | 15'55"96    | Italia Veronica Inglese                                           | 16'41"37    |
| Corse a ostacoli |                                                                           |             |                                                                             |             |                                                                   |             |
| 3000 metri siepi | Norvegia Karoline Bjerkeli Grøvdal                                        | 9'43"69     | Azerbaigian Layes Abdullayeva                                               | 9'55"95     | Regno Unito Louise Webb                                           | 10'10"34    |
| 100 metri ostacoli | Belgio Anne Zagré                                                         | 13"21       | Norvegia Isabelle Pedersen                                                  | 13"49       | Francia Yariatou Toure                                            | 13"52       |
| 400 metri ostacoli | Germania Inga Müller                                                      | 57"16       | Serbia Mila Andric                                                          | 57"55       | Bielorussia Kacjatyna Artjuch                                     | 58"09       |
| Corse su strada |                                                                           |             |                                                                             |             |                                                                   |             |
| 10 km marcia | Russia Elmira Alembekova                                                  | 46'31"07    | Italia Antonella Palmisano                                                  | 46'59"47    | Russia Nina Ochotnikova                                           | 47'04"97    |
| Staffette |                                                                           |             |                                                                             |             |                                                                   |             |
| Staffetta 4x100 m | Germania Yasmin Kwadwo Leena Günther Nadja Bahl Ruth Sophia Spelmeyer     | 44"86       | Polonia Ewelina Skoczylas Małgorzata Kołdej Ewa Zarębska Anna Kiełbasińska  | 45"12       | Paesi Bassi Judith Bosker Yaël van Pelt Anouk Hagen Jamile Samuel | 45"88       |
| Staffetta 4x400 m | Ucraina Ol'ha Zemljak Yuliya Krasnoshchok Alina Lohvynenko Yuliya Baraley | 3'35"82     | Russia Julija Terechova Lilija Zubkova Alina Safiullina Lilija Gafijtullina | 3'36"25     | Germania Laura Hansen Maral Feizbakhsh Daniela Ferenz Inga Müller | 3'37"83     |
| Salti |                                                                           |             |                                                                             |             |                                                                   |             |
| Salto in alto | Russia Natal'ja Mamlina                                                   | 1,91 m      | Montenegro Marina Vuković                                                   | 1,89 m      | Turchia Burcu Ayhan                                               | 1,89 m =    |
| Salto con l'asta | Germania Martina Schultze                                                 | 4,20 m      | Russia Ekaterina Kolesova                                                   | 4,10 m      | Danimarca Caroline Bonde Holm                                     | 4,10 m      |
| Salto in lungo | Russia Dar'ja Klišina                                                     | 6,80 m      | Serbia Ivana Španović                                                       | 6,71 m      | Polonia Anna Jagaciak                                             | 6,29 m      |
| Salto triplo | Estonia Liane Pintsaar                                                    | 13,89 m     | Romania Cristina Sandu                                                      | 13,61 m     | Germania Jenny Elbe                                               | 13,55 m     |
| Lanci |                                                                           |             |                                                                             |             |                                                                   |             |
| Getto del peso | Bielorussia Alëna Hryško                                                  | 17,59 m     | Germania Samira Burkhardt                                                   | 16,46 m     | Germania Sophie Kleeberg                                          | 15,95 m     |
| Lancio del disco | Croazia Sandra Perković                                                   | 62,44 m     | Germania Julia Schäfer                                                      | 55,11 m     | Portogallo Irina Rodrigues                                        | 53,14 m     |
| Lancio del martello | Romania Bianca Perie                                                      | 68,59 m     | Ungheria Jenny Ozorai                                                       | 63,70 m     | Regno Unito Sophie Hitchon                                        | 63,18 m     |
| Lancio del giavellotto | Serbia Tatjana Jelača                                                     | 60,35 m     | Polonia Karolina Mor                                                        | 53,57 m     | Germania Sabine Kopplin                                           | 53,26 m     |
| Prove multiple |                                                                           |             |                                                                             |             |                                                                   |             |
| Eptathlon | Germania Carolin Schäfer                                                  | 5697 p.     | Rep. Ceca Kateřina Cachová                                                  | 5660 p.     | Svizzera Léa Sprunger                                             | 5552 p.     |
| miglior prestazione mondiale under 20; miglior prestazione mondiale stagionale under 20; record europeo; miglior prestazione europea stagionale; record europeo under 20; record europeo stagionale under 20; record dei campionati; record nazionale; record nazionale under 20; record nazionale under 18; record personale; record personale stagionale. |                                                                           |             |                                                                             |             |                                                                   |             |

## Medagliere

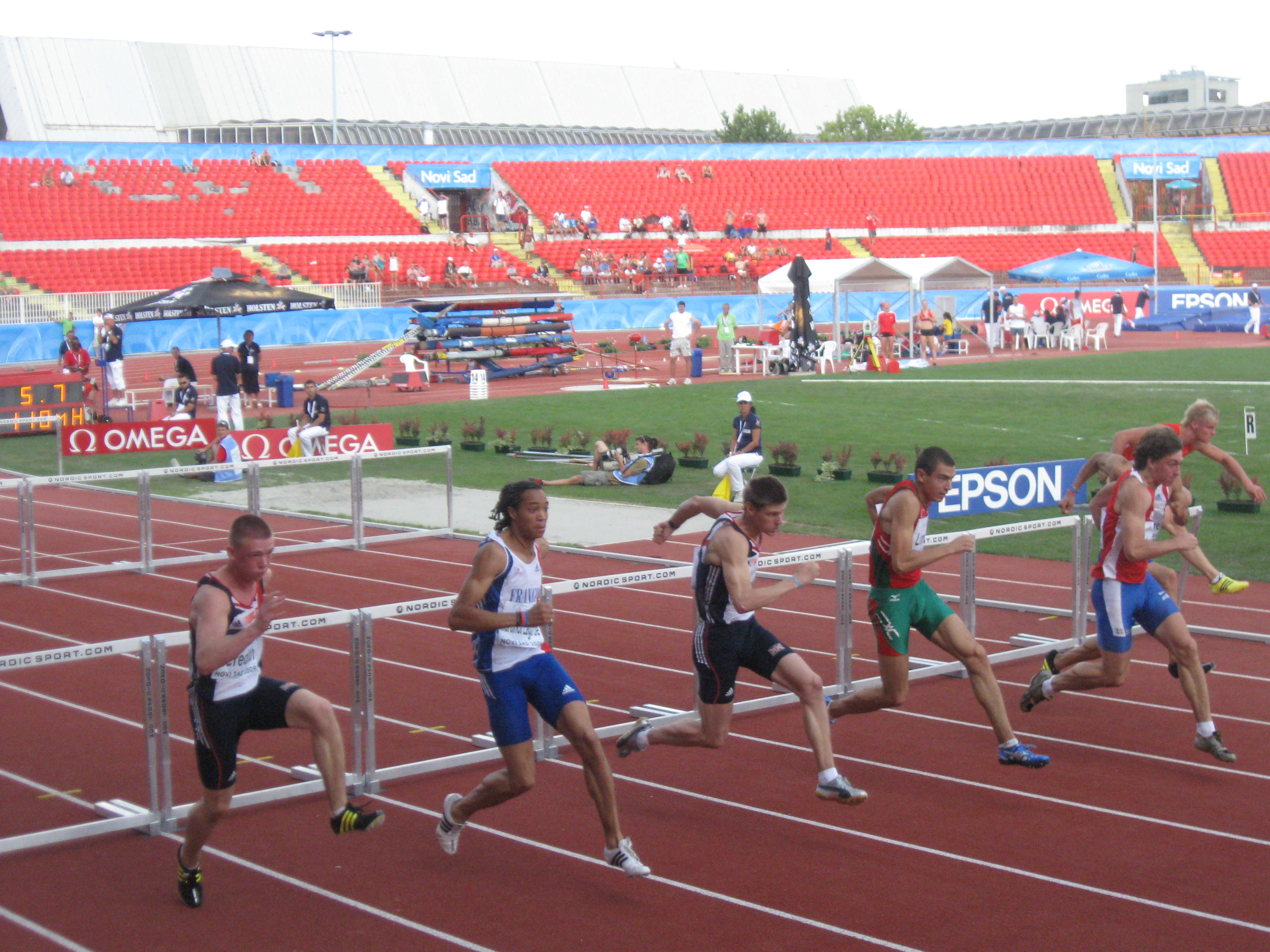
110 m ostacoli (maschili) ai campionati europei juniores di atletica leggera 2009

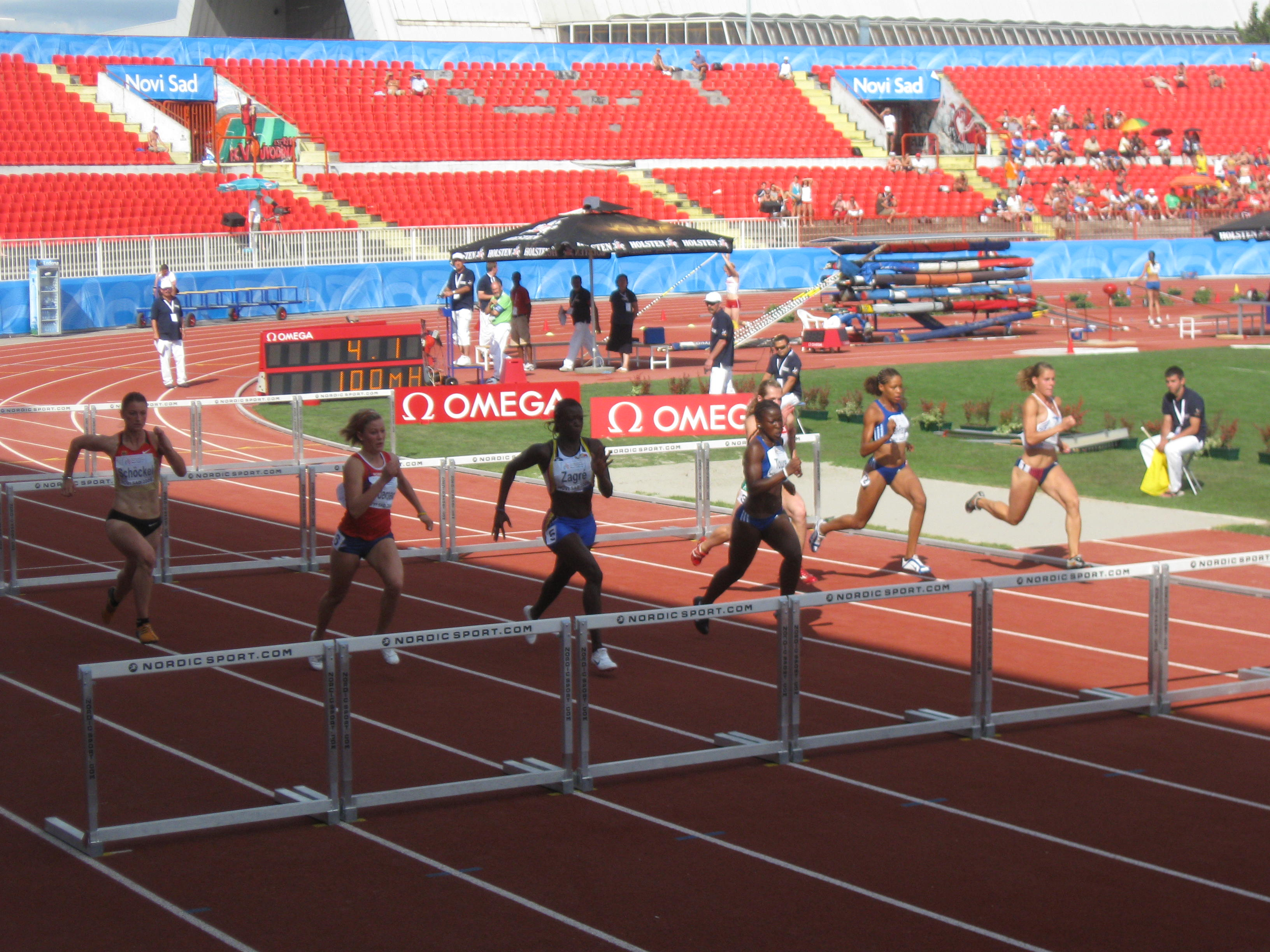
100 m ostacoli (femminili) ai campionati europei juniores di atletica leggera 2009

Legenda
     Paese ospitante
| Posizione | Paese       | Oro | Argento | Bronzo | Totale |
| --------- | ----------- | --- | ------- | ------ | ------ |
| 1         | Germania    | 10  | 8       | 7      | 25     |
| 2         | Russia      | 9   | 7       | 6      | 22     |
| 3         | Ucraina     | 4   | 1       | 0      | 5      |
| 4         | Regno Unito | 3   | 5       | 7      | 15     |
| 5         | Azerbaigian | 3   | 3       | 0      | 6      |
| 6         | Romania     | 3   | 1       | 1      | 5      |
| 7         | Spagna      | 3   | 0       | 2      | 5      |
| 8         | Norvegia    | 2   | 2       | 0      | 4      |
| 9         | Belgio      | 2   | 0       | 1      | 3      |
| 10        | Serbia      | 1   | 2       | 0      | 3      |
| 11        | Bielorussia | 1   | 0       | 4      | 5      |
| 12        | Croazia     | 1   | 0       | 1      | 2      |
| 12        | Francia     | 1   | 0       | 1      | 2      |
| 14        | Estonia     | 1   | 0       | 0      | 1      |
| 15        | Polonia     | 0   | 5       | 3      | 8      |
| 16        | Turchia     | 0   | 3       | 1      | 4      |
| 17        | Rep. Ceca   | 0   | 2       | 0      | 2      |
| 17        | Ungheria    | 0   | 2       | 0      | 2      |
| 19        | Italia      | 0   | 1       | 3      | 4      |
| 20        | Svezia      | 0   | 1       | 1      | 2      |
| 21        | Montenegro  | 0   | 1       | 0      | 1      |
| 22        | Danimarca   | 0   | 0       | 1      | 1      |
| 22        | Finlandia   | 0   | 0       | 1      | 1      |
| 22        | Lettonia    | 0   | 0       | 1      | 1      |
| 22        | Paesi Bassi | 0   | 0       | 1      | 1      |
| 22        | Portogallo  | 0   | 0       | 1      | 1      |
| 22        | Svizzera    | 0   | 0       | 1      | 1      |
| Totale    | Totale      | 44  | 44      | 44     | 132    |